# Nueva Coapa
Nueva Coapa är en ort i Mexiko.   Den ligger i kommunen Pijijiapan och delstaten Chiapas, i den sydöstra delen av landet, 800 km sydost om huvudstaden Mexico City. Nueva Coapa ligger 22 meter över havet och antalet invånare är 636.
Terrängen runt Nueva Coapa är platt åt sydväst, men åt nordost är den kuperad. Runt Nueva Coapa är det ganska glesbefolkat, med 28 invånare per kvadratkilometer. Närmaste större samhälle är Pijijiapan, 8,2 km nordväst om Nueva Coapa. Omgivningarna runt Nueva Coapa är en mosaik av jordbruksmark och naturlig växtlighet.